# VxWorks

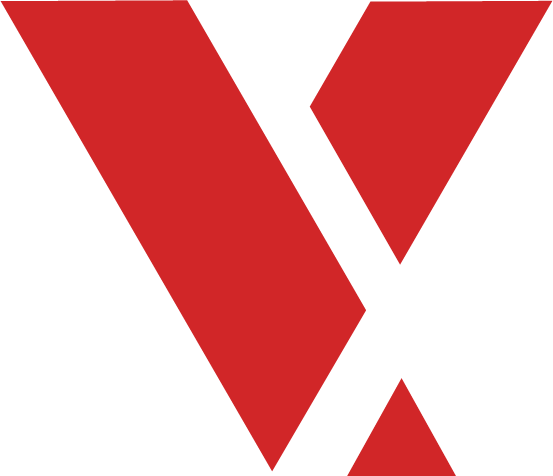
VxWorks 로고.

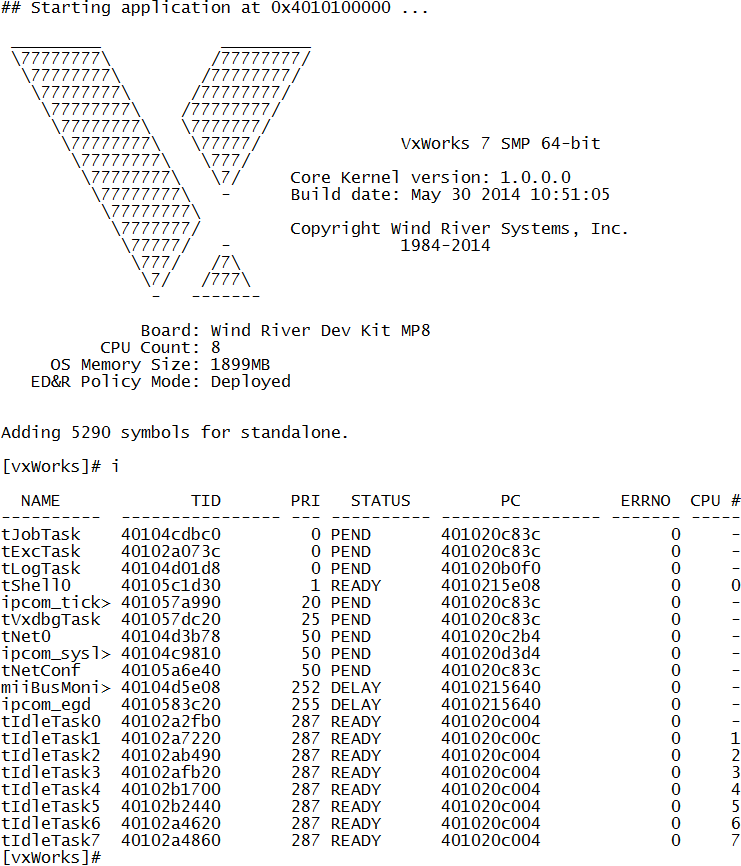
VxWorks 7 부팅 화면.

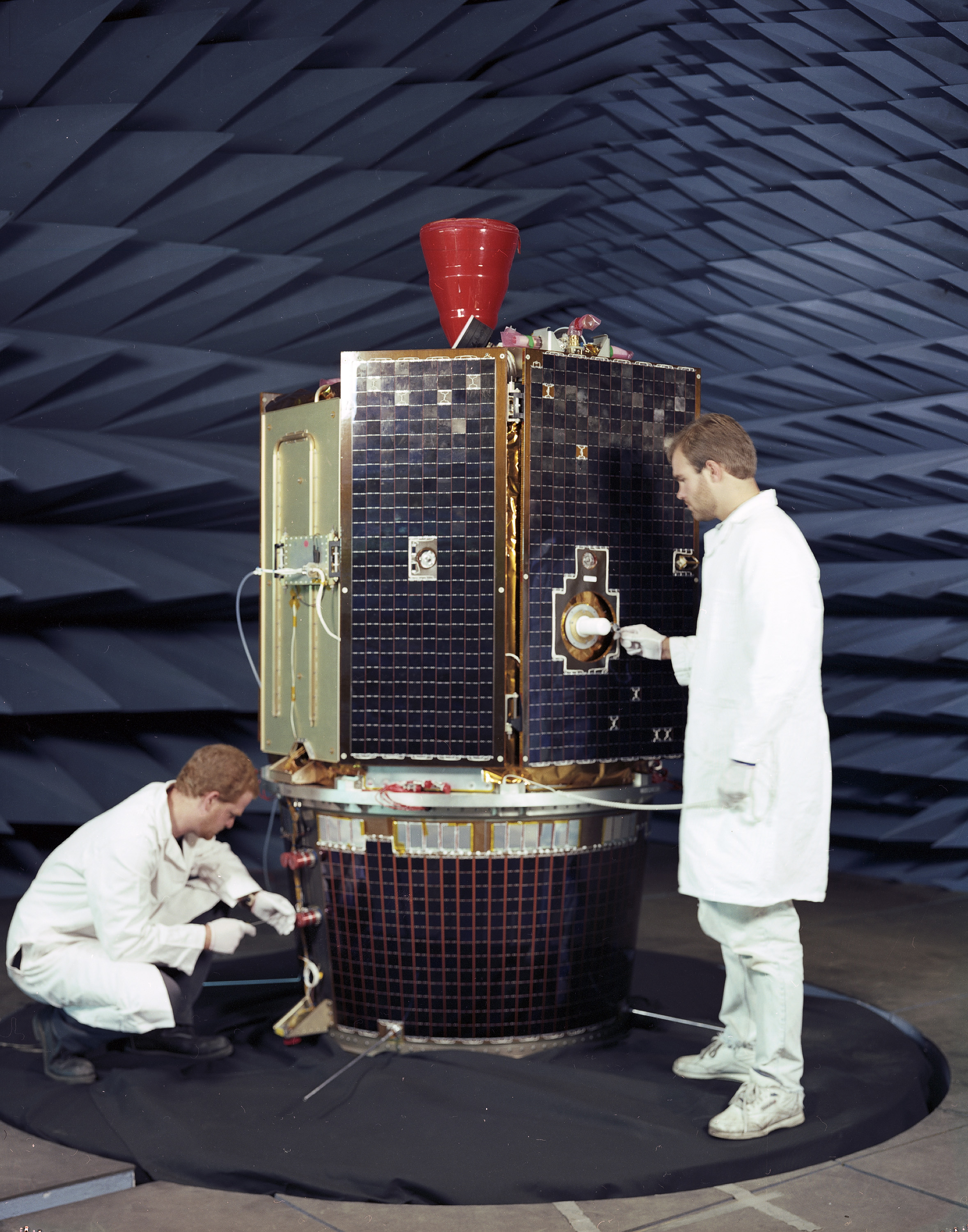
Clementine(우주선)은 VxWorks를 사용하였다.

VxWorks는 미국의 윈드리버 시스템사가 만들어 판매하는 실시간 운영 체제(RTOS)이다. 이와 비슷한 실시간 운영 체제로는 QNX, LynxOS, pSOS, Nucleus, RTX, OSE, NEOS, VRTX 등이 있다.
VxWorks는 선점형 스케줄러 기반의 빠른 멀티태스킹 커널로 빠른 인터럽트 반응과 확장된 태스크간 통신/동기화 기능을 지원하며, 유닉스 모델과 호환되는 효율적인 메모리 관리 방식을 따르며, 멀티 프로세서를 지원한다. 또한 VxWorks는 사용자 인터페이스를 위한 WindSh라고 부르는 셸을 지원한다. 셸은 심볼릭 또는 소스 수준의 디버깅 기능과, 성능 모니터와 파일 시스템 입출력을 지원한다.
VxWorks는 많은 플랫폼으로 포팅되었다. 사실상 최근의 모든 임베디드 CPU에 포팅되었다고 볼 수 있다. 여기에는 x86 시리즈, MIPS, PowerPC, SH-4 등이 있고, ARM 아키텍처, StrongARM, xScale CPU 들도 밀접한 관련이 있다.
화성 탐사선 스피릿 로버, 오퍼튜니티 로버, 큐리오시티 로버는 PowerPC 플랫폼에 VxWorks 운영체제를 탑재하였다. 이 밖에도 몇 기의 우주선의 운영 체제로 사용되었고, 보잉사도 새로운 상업 항공기 기종인 7E7의 운영 체제로 사용하려고 한다.

## 개발 환경
지원 호스트 환경
- 윈도우 8 / 7 / Vista (비즈니스, 엔터프라이즈), SP 2 / XP 프로페셔널, SP 2 또는 3
- 레드햇 엔터프라이즈 리눅스 워크스테이션 5, 업데이트 2 또는 3, x86 (32비트/64비트) / 4, 업데이트 6 또는 8, x86 (32비트)
- 레드햇 페도라 11, x86 (32비트/64비트) / 9, x86-64
- 노벨 SUSE 리눅스 오픈수세 11.1, x86 (32비트/64비트) / 11.0, x86 (32비트/64비트)
- 노벨 SUSE 리눅스 엔터프라이즈 데스크톱 11.0, x86 (64비트) / 10.2, x86 (32비트/64비트)
- 우분투 데스크톱 9.04, 업데이트 4, x86 (32비트/64비트) / 8.04, 업데이트 4, x86 (64비트)
- 솔라리스 10 (with GTK), 업데이트 11/06, SPARC 32비트

지원 대상 아키텍처 및 프로세서 계열
새로 출시된 VxWorks 7은 다음의 대상 아키텍처를 지원한다:
- ARM 11 / 11 MP코어 / 9 / Cortex A9 MP코어 / Cortex A8
- 인텔 펜티엄 계열 / Quark / 제온 / 제온 LV / 코어 / 코어 2 Duo / 아톰
- PowerPC 86xx, 8641d / 85xx, 8572 / 83xx / 74xx / 7xx / 60x / 44x / 40x / QorIQ P4080 / QorIQ P20xx

## 같이 보기
- NuttX